# Batalla de Medellín
La batalla de Medellín fou una contesa ocorreguda el 28 de març de 1809, durant la guerra del francès, entre tropes espanyoles comandades pel general Gregorio García de la Cuesta, i franceses, dirigides pel mariscal Claude Victor Perrin. Tingué lloc pels voltants de Medellín (província de Badajoz) i fou una victòria francesa.

## Antecedents
El rearmament austríac que acabaria amb la guerra de la Cinquena Coalició provocà que Napoleó marxés de Valladolid el 17 de gener, arribant a París el 23 de gener. El I Cos del mariscal Claude-Victor Perrin va ser el responsable de la conquesta amb tres divisions d'infanteria sota els generals de la divisió François Amable Ruffin, Eugène-Casimir Villatte i Jean François Leval, dues divisions de cavalleria comandades per Antoine Charles Louis de Lasalle i Victor de Fay de La Tour-Maubourg, així com de l'artilleria del general de la divisió Alexandre-Antoine Hureau de Sénarmont. En total, hi havia 20.000 homes i 50 canons.
La campanya va començar el 15 de març de 1809 creuant el Tajo en diversos punts per convergir a Almaraz, defensada per l'exercit d'Extremadura de Gregorio García de la Cuesta. Les forces de Vicente Cañas y Portocarrero van ser assolades a Mesas de Ibor per la divisió alemanya de Leval, obligant la Cuesta a retirar-se al Guadiana. Durant la retirada, la cavalleria espanyola de Juan de Henestrosa va ser assignada a la rereguarda i la divisió de cavalleria de Lasalle formada pel cinquè i desè regiment de caçadors a cavall, el 2n regiment d'hússars i el 9è regiment de dragons va dirigir la persecució francesa. Entretant, José de Urbina y Urbina, comandant de l'exercit de la Manxa envià la divisió del duc d'Albuquerque a atacar entorpir l'avançada francesa a Toledo mentre ell defensava Ciudad Real.
El 20 de març, es va produir un primer xoc a Berrocal, en què el cinquè de caçadors a cavall va escombrar els carrabiners espanyols. L'endemà, mentre la retirada de la Cuesta continuava, Henestrosa va emboscar als seus perseguidors francesos a la batalla de Miajadas.
El mariscal Victor, suposant definitiva la retirada del general Gregorio García de la Cuesta, després dels combats sostinguts a la vora del riu Tajo, i creient que els seus moviments tendien a cobrir el camí de Sevilla, dividí les seves forces entre Mèrida i Medellín, no sense establir enllaços entre els dos grups Cuesta, que el 22 de març de 1809 havia pernoctat a Medellín, el 24 es dirigí a Campanario i la Higuera, per ocultar al mariscal Víctor la seva unió amb les tropes de La Manxa, que comandava Alburquerque, unió que considerava necessària per a mesurar les seves hosts amb els francesos en una batalla campal, assolint el seu propòsit a Villanueva de la Serena, el 27 a les primeres hores de la tarda. El 28 avançà vers Medellín amb uns 20.000 infants, 2.200 cavalls i 30 peces d'artilleria, trobant-se les forces enemigues, que, segons les dades més versemblants, devien ascendir a uns 18.000 homes ubicats als peus de Medellín, en condicions avantatjoses, ja que comptava amb el reforç del reducte, situat, a dalt del turó, per la bora del qual s'estén la vila, que assegurava la retirada a la bora dreta del riu Guadiana.
Per contra, els espanyols tenien a la rereguarda camps inacabables, on podia entrar en joc la cavalleria francesa ansiosa de venjar greuges recents. la dreta espanyola comandada pel general Eguía, avançant contra l'esquerra enemiga, que, comandada per Leval i que comprenia dos batallons alemanys, la cavalleria de Lasalle i part dels dragons de Claude Victor Perrin, es recolzava en el Guadiana. L'empenta espanyola arrabassà els contraatacs dels genets francesos, que deixaren al descobert la seva infanteria; aquesta formà els quadres i començà a retirar-se pas a pas amb un orde admirable i tal aplom, que més aviat semblaven unes maniobres en un camp d'instrucció que el de batalla.
La cavalleria francesa hagué de seguir el moviment assetjada amb energia pels espanyols, que, amb els seus crits i amenaces, ja donaven la victòria per segura, però hàbilment comanada per Lasalle, en retirar-se cobrí el forat entre els batallons alemanys i el riu, perquè si els espanyols haguessin arribat a penetrar per ell, restava envoltada la banda esquerra francesa, i, per a evitar-lo, Lasalle maniobrava, disputant cada pam del terreny que tenia de cedir, amb enèrgiques càrregues.
El centre espanyol, menat per Trias, s'establí davant de Don Benito, tenint la missió de servir d'enllaç a les dues ales i evitar un clar, impedint que l'enemic penetrés per aquest i tallés la línia general de retirada. El centre seguí el moviment d'avançada de les ales, on es devia renyir l'acció principal, procurant no llançar-se a fons, doncs els francesos estaven tant concentrats i tenien les reserves tan hàbilment ubicades, que qualsevol avanç extemporani del centre hagués pogut comprometre l'èxit de l'operació, la qual clau verdadera estava en el flanc esquerre espanyol, vers Mengabril, situat a una altura al sud i a uns 3 km de Medellín, enllaçada per una sèrie de tossals en arc, al turó on s'assenta Don Benito, al sud-est d'aquest poble i a uns 7 km de distància. Mengabril constituïa una posició avançada sobre el flanc dret dels francesos, des d'on s'amenaçava a Medellín, base, reducte i últim refugi de l'invasor. A aquesta posició es dirigia la columna que formava el flanc esquerre, comanada pel duc del Parque, amb gairebé tota la cavalleria, i De la Cuesta en persona dirigí aquesta part de l'operació, doncs a la importància tàctica de la posició s'unia la d'haver acumulat Victor de Fay en el seu flanc dret tots els elements de què va poder disposar.

## Batalla
Només començà el combat per les hosts espanyoles, l'empenta fou tant resolta i enèrgica, que els infants arribaren a la mateixa boca dels canons francesos, penetrant dintre la bateria alguns oficials i soldats. Estaven a punt d'apoderar-se d'ella, i els alemanys havien format els quadres, quan una càrrega de tots els dragons francesos d'aquella part de la línia, no contrarestada a temps pels genets espanyols, va fer canviar l'aspecte del combat, convertint la victòria, en derrota primer, i en fuga desordenada després. Foren en va els intents dels caps, vans els apostrofes i insults dels generals i del mateix De la Cuesta per contenir la desbandada d'aquells genets, que deixaven als seus companys, els infants, en mans dels enemics. Trencada l'ala esquerra, fou fàcil derrotar el centre, que, format per una dèbil línia, sense reserves de cap classe, es veié atacada de flanc i revés pels dragons francesos, sent ferit greument i fet presoner el seu general.

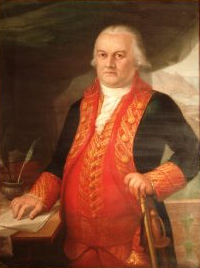
General De la Cuesta

La dreta, que durant dues hores havia lluitat amb fortuna, no va saber treure profit dels seus èxits, i Eguia, massa prudent, no gosà a continuar endavant, convertint en atac a fons el que en el pla De la Cuesta devia ser, indubtablement, una simple demostració. Els vencedors de Mengabril i Don Benito caigueren sobre les tropes d'Eguia, que no tingué més remei que tractar de posar-se a salv de la derrota que la resta de generals acabaven de sofrir. Els dubtes d'Eguia no decidint-se a seguir els consells d'Alburquerque, que proposava la retirada immediata per escalons, donaren temps a l'arribada de tot el gruix de l'exèrcit francès, convertint-se en un nou desastre la retirada del flanc dret espanyol.
| « | La immensa plana que s'estén enfront de Medellín i els tossals que el limiten al sud, vers Megabril, Don Benito i Villanueva, diu un historiador, foren molt aviat camp de mort i desolació. La cavalleria francesa es va acarnissar amb els fugitius amb una ira extraordinària, i la infanteria, una vegada decidit l'èxit de la jornada, s'entregà també a acabar-la amb els majors estralls possibles. Tot aquell al que arribaven assolir el cavall o el sabre d'un dragó podia donar-se per mort, perquè ni la seva caiguda ni les ferides que rebés el salvarien de la baioneta dels infants, que anaven arreu rematant als rendits o moribunds. | » |

## Conseqüències
Les baixes espanyoles passaren de 10.000 entre morts, ferits i presoners, i es perderen 20 peces d'artilleria; els francesos tingueren més de 4.000 baixes, el que demostra l'acarnissament d'aquella lluita. Una horrible tempesta que es desencadenà al capvespre, impedí portar endavant la persecució, lliurà a les restes de l'exèrcit d'Extremadura de caure en mans dels francesos.
Després de derrotar Nicolas Jean de Dieu Soult i expulsar-lo de Portugal, les 20.000 tropes britàniques d'Arthur Wellesley van avançar cap a Espanya per unir-se a 33.000 tropes espanyoles sota el general Cuesta, que havia aconseguit refer l'exèrcit d'Extremadura després de la batalla de Medellín, marxant per la vall del Tajo fins a Talavera de la Reina, on foren derrotats pel mariscal Claude Victor Perrin a la batalla de Talavera.
Els francesos es van veure sorpresos per l'empenta sud, doncs el 9 de novembre, l'exèrcit del sud es trobava a 35 quilòmetres de Madrid, amb només 7.000 soldats francesos que els bloquejaven. Llavors, Juan Carlos de Aréizaga va perdre els nervis i es va aturar tres dies abans de continuar cap a Madrid, però es va topar amb dues divisions franceses i es va retirar. En retornar dies després van trobar els francesos alertats i concentrats per interceptar l'exèrcit espanyol, que fou derrotat a la catàstrofica batalla d'Ocaña i juntament amb la de exèrcit espanyol del nord una setmana després a la batalla d'Alba de Tormes van deixar Espanya oberta a la dominació francesa, el camí estava obert a la conquesta francesa d'Andalusia.